# Krywaniu, Krywaniu
Krywaniu, Krywaniu – utwór z repertuaru Skaldów. Muzykę wykorzystującą również autentyczne tematy góralskie skomponował Andrzej Zieliński do wiersza Kazimierza Przerwy-Tetmajera, którego tekst jednak oznaczany jest na większości wydawnictw jako słowa ludowe.
Utwór powstał w drugiej połowie 1971 roku. Po raz pierwszy został nagrany 22 maja 1972 roku w sali koncertowej Filharmonii Narodowej w Warszawie. Ukazał się na albumie Krywań, Krywań. Ponownie nagrano go latem tego samego roku w NRD (nagranie ukazało się na składance typu „Hallo”) oraz w listopadzie na radzieckim albumie „Skaldy”. W repertuarze koncertowym grupy znajdował się od grudnia 1971 do października 1974 roku.
Kompozycja ta posiada obecnie status kultowej i przez wielu uważana jest za szczytowe dokonanie zespołu. Skaldowie przypominają utwór na żywo na ważniejszych koncertach, m.in. 26.09.2010 na krakowskim Rynku, z okazji 45-lecia zespołu, czy podczas jubileuszu 70. urodzin Andrzeja Zielińskiego. Utwór opiera się na improwizacjach organowych i skrzypcowych, przeplatanych wstawkami wokalnymi z tematem tytułowej pieśni. Suita ewoluowała podczas wykonań koncertowych przed pierwszym zarejestrowaniem jej – początkowo trwała około dziewięciu minut, by w późniejszym okresie przyjąć formę ponad dwa razy dłuższą, poprzez rozbudowanie partii solowych. Andrzej Zieliński kilkukrotnie wprowadza w utworze cytaty z muzyki klasycznej – usłyszeć można „Tańce połowieckie” Borodina, „Promenadę” z „Obrazków z wystawy” Musorgskiego, fragment uwertury do „Wilhelma Tella” Rossiniego, czy IV Symfonii Czajkowskiego.
Utwór został wykorzystany również w ścieżce dźwiękowej do filmu W. Pasikowskiego pt. „Operacja Samum”.

## Muzycy biorący udział w nagraniu
- Andrzej Zieliński – organy Hammonda, śpiew;
- Jacek Zieliński – śpiew, skrzypce elektryczne, instrumenty perkusyjne;
- Konrad Ratyński – gitara basowa, śpiew;
- Jerzy Tarsiński – gitara;
- Jan Budziaszek – perkusja.

### Gościnnie
- Józef Gawrych – congas;